# Kalendarium Koniemłotów
Koniemłoty – 6 km na SW od Staszowa, około 37 km na południe od klasztoru świętokrzyskiego.
W czasach obecnych – wieś w Polsce położona w województwie świętokrzyskim, w powiecie staszowskim, w gminie Staszów.
Metryka wsi sięga pierwszej połowy XIII wieku, początkowo własność klasztoru świętokrzyskiego w kluczu koniemłockim, następnie własność szlachecka Łaskich w kluczu rytwiańskim ich posiadłości.

## Patronimiczne nazwy miejscowe Koniemłotów
W roku 1246 – „Comemeloth”, 1270 „Conemloci”, 1326-7, 1344-5, 1347-58 „Conemlot”, 1327-8 „Conemlott”, 1328 „Concralcost” [!], 1335-7, 1348, 1350-1, 1354-5 „Conemloth”, 1346 „Konemlot”, 1351 „Conemloti”, 1366, 1399, 1415, 1468 „Koniemloty”, 1391 „Konemloty”, „Conemloty”, 1420 „Koniemlotii”, 1420-1 „Konemlothy”, 1421 „Conyemloty”, „Conginuloti”, 1424 „Conyemlothi”, „Conemlothy”, „Konyemlothy”, „Konamlothi”, 1425 „Komyenlothy”, „Coniemlothi”, 1427 „Conyenlo(t)y”,„ Conemlot”, 1428 „Conemloti”, „Comenloti”, 1429 „Koniemlothy”, 1433 „Konyemolathi”, 1435 „Connemlothy”, 1436 „Conyemlothy”„”, 1442 „Coniemlothj”, 1448 „Conyemlethy”, 1455 „Connemlithi”,„ Conyerulothy”, 1458 „Conyenlothy”, 1459 „Comienlathi”, „Conyemlothi”, 1470-80 „Konyemlothy”, „Konyemlothi”, 1500 „Coniemlothi”, 1504 „Konyemlothy”, 1520 „Conyemlothy”, 1525, 1530 „Konyemlothy”, 1529 „Conyemlothi”, „Konyemlothy”, 1536 „Konyemlothy”, 1537 „Coniemlothi”, 1541 „Koniemloty” [ale: 1576 „Koniomloty”, 1579 „Koniemlothy”, 1581 „Koniemlothi”, „Koniemlothy”, 1589 „Koniemlothy”, 1591 „Koniemlothii”, 1787n. „Koniemłoty”.
Widać z powyższego, że pisownia współczesnej nazwy wsi – Koniemłoty – utrwaliła się ostatecznie w wieku XVIII.

## Podległość administracyjna świecka i kościelna
W roku 1351 Koniemłoty leżały w ziemi sandomierskiej, w roku 1442 w powiecie sandomierskim. W latach 1504, 1525 znajdowały się w powiecie wiślickim, zaś w latach 1506, 1510 podlegały powiatowi szydłowieckiemu. W 1883 roku należały do powiatu stopnickiego, gminy Oględów i parafii Koniemłoty.
Od roku 1325 Koniemłoty mają parafię własną.

## Topografia i granice
W roku 1391 wspomniane jest wzgórze koło granic Koniemłot i Grzybowa. Granica Koniemłot i Krzczonowic przebiega koło doliny Węgierka i zarośli Olszynki, źródło Koniemłotka (Konomlotka, Conemlotka) w Krzczonowicach, drogi : z Krzczonowic do Koniemłot przebiegająca koło glinnika, droga meszna z Krzczonowic do Koniemłot, z Lenartowic do Koniemłot, publiczna z Pacanowa do Koniemłot.
W roku 1470-80 klucz koniemłocki posiadłości klasztoru świętokrzyskiego, to znaczy Koniemłoty, Święcica i Tuklęcz, graniczy z dobrami rytwiańskimi przez rzekę Czarną, której jeden brzeg należy do klasztoru drugi do Rytwian. Koniemłoty graniczą ze Swichowem – obecnie Sichów Duży i Mały – Grzybowem, Lenartowicami, Krzczonowicami (Długosz L.B.. III 238-9).

## Kalendarium wsi
Własność klasztoru świętokrzyskiego do 1536 r. Następnie własność szlachecka Hieronima Łaskiego w kluczu dóbr rytwiańskich.
Za aprobatą króla Zygmunta Starego, wojewoda doprowadził do zamiany dóbr koniemłockich klasztoru (na warunkach ekonomicznie niekorzystnych dla klasztoru), co stało się w roku 1536.
- 1246 odbył się wiec Bolesława Wstydliwego w Koniemłotach,
- 1270 – tenże Bolesław Wstydliwy potwierdza opactwu świętokrzyskiemu posiadanie między innymi Braciejowic, Głodna, Ciepłej i Koniemłot. Uwalnia mieszkańców od podejmowania piekarzy i piwowarów, od pogoni, wypraw z wyjątkiem przeciw poganom, budowy grodów z wyjątkiem Sandomierza, ceł, jurysdykcji kasztelańskiej i ich sędziów[12],
- 1351 – Kazimierz Wielki przenosi na prawo średzkie imiennie wyliczone posiadłości klasztoru świętokrzyskiego, w tym Koniemłoty i Święcicę,
- 1366 – Właścicielem Koniemłot jest Zygfryd,
- 1399 – znani są bracia Michał i Marcin, karczmarze w Koniemłotach[13],
- 1442 – Władysław Warneńczyk przenosi na prawo średzkie imiennie wyliczone posiadłości klasztoru świętokrzyskiego, w tym Koniemłoty, Święcicę i Tuklęcz[14] – jest to prawdopodobnie uznanie poprzednio nadanych praw z roku 1351 nadanych przez Bolesława Wstydliwego,
- 1470-80 – wieś należy do klasztoru świętokrzyskiego. Folwark klasztorny posiadał wówczas 12 łanów kmiecych.

Była 1 zagroda z rolą, 2 karczmy z rolą, pasieki w lasach. Kmiecie płacą po kopie groszy czynszu, dają po 20 jaj, 2 sery, pracują na folwarku po 4 dni tygodniowo, orząc własnym pługiem, a na łąkach klasztornych, razem z kmieciami ze Święcicy i Tuklęcza, po 4 dni tygodniowo koszą, zbierają i zwożą siano do stodoły klasztornej. Poza tym przewożą sól z Koniemłot do Słupi (prawdopodobnie Nowej) oraz dają 2 garnce miodu z barci leśnych. Zagrodnicy płacą po 1 fertonie czynszu i pracują 1 dzień tygodniowo pieszo, karczmy płacą po 1/2 grzywny czynszu (Długosz L.B.. III 238),
- 1504 – w rejestrze odnotowano pobór z 2 łanów osiadłych, 3 łanów pustych, karczmy z półłankiem i od 1 zagrodnika[15],
- 1505 – w rejestrze odnotowano pobór z 2 łanów, karczmy z półłankiem i od 1 zagrodnika[5],
- 1510 – pobór z 3 łanów i karczmy,
- 1525 – pobór z 3 łanów[16]
- 1529 – należy do stołu opata, czynsz 11/12 grzywny[17],
- 1530 – pobór z 3 łanów i karczmy[18]
- 1536 – Zygmunt Stary, jako patron opactwa świętokrzyskiego, biorąc pod uwagę długo ciągnące się i niekorzystne dla klasztoru spory graniczne, zatwierdza zamianę wsi Koniemłoty, Święcica i Tuklęcz na wsie należące do Hieronima Łaskiego, wojewody sieradzkiego tj: Skały, Czażów, Bukówkę, Broniewice, Okręglów, Wojciechowice i 1/ 2 wsi Jamy jako wynik mediacji Jana z Tarnowa, kasztelana krakowskiego i starosty sandomierskiego będącego komisarzem królewskim[19],
- 1537 – Zygmunt Stary zatwierdza zamianę należących do klasztoru świętokrzyskiego wsi Koniemłoty, Święcica i Tuklęcz na włości Hieronima Łaskiego wojewody sieradzkiego i jego żony Anny z Kurozwęk, tzn. Skały i Czażów, oraz uzyskane przez nich od Andrzeja Ciołka z Żelechowa części wsi Dąbrowa i Zawada, przy czym klasztor uzyskuje 100 florenów dopłaty oraz zatrzymuje wszystkie prawa do prepozytury klasztornej w Koniemłotach, z całym jej uposażeniem, zaś prepozyt Koniemłocki otrzymuje gwarancję swobodnego korzystania przez siebie i następcę z serwitutów, tzn. wolnego pastwiska i wyrębu w lasach[20]
- 1546 – Zygmunt August na prośbę opata świętokrzyskiego. uwalnia nowo uzyskane w wyniku zamiany dobra klasztoru świętokrzyskiego. Skały, Czażów oraz części Dąbrowy i Zawady od wszelkich powinności i ciężarów z wyjątkiem poradlnego, przenosząc uchylone powinności na dobra nabyte w wyniku tej zamiany przez Hieronima Łaskiego, tzn. Koniemłoty, Święcicę i Tuklęcz, poddając je jurysdykcji zamku i starostwa sandomierskiego[21],
- 1548 – zawarta zostaje ugoda między Maciejem Zielińskim kanonikiem krakowskim, dziedzicem Goszyc i Ramołtowic, a Andrzejem Ciołkiem z Żelechowa w sprawie dochodów z dóbr Koniemłoty, Święcica, Tuklęcz, Swichów, Swichowiec (ob. Sichów Duży i Mały), Stochów, Szczęka i Ruda[22],
- 1573 – pobór od 6 kmieci na 5 łanów z dziesięcina, 1 zagrodników i 1 komorników oraz z karczmy z 1 kwartą roli[23]
- 1576 – pobór z 4 łanów, od 2 zagrodników, 3 komorników i z karczmy z rolą[24],
- 1577 – wojewoda bełzski daje pobór z 3 łanów i karczmy z 1 kwartą roli[25],
- 1581 – wojewoda bełzski daje pobór od 8 kmieci na 4 łanów i 1 zagrodników z rolą, a prepozyt Koniemłocki od 3 zagrodników z ogrodem,
- 1589 – W tymże roku Koniemłoty przechodzą na własność Zborowskich.
- W 1586 roku Maryna Sobkówna żona Stanisława Ciołka kupuje na rzecz Gabriela Tenczyńskiego Koniemłoty, Łubnicę, Tuklęcz Święcice, Rytwiany, Staszów, Rudę i Kłodę.
- 1591 – Jan komes z Tęczyna, kasztelan wojnicki i starosta lubelski, daje pobór od 8 kmieci na 4 łanów, 1 zagrodnika z ogrodem i z roli karczmy, a prepozyt Koniemłocki od 3 zagrodników z ogrodem[26],
- W 1639 roku dobra Tenczyńskich przechodzą do rąk Opalińskich,
- W roku 1731 od Opalińskich przechodzą do Lubomirskich, Sieniawskich, Denhoffów i Czartoryskich skutkiem małżeństwa Augusta Aleksandra Czartoryskiego z Marią Zofią z Sieniawskich (córką Adama hetmana wielkiego koronnego). Z małżeństwa tego dwoje dzieci Adam Kazimierz i Izabella, która odziedziczyła w roku 1778 11 miast i 252 wsi, w tym cały klucz Rytwiański w nim zaś Koniemłoty, które wniosła w posagu w dom Lubomirskich. Jej córka Julia wyszła za hrabiego Jana Potockiego, czym wniosła Koniemłoty do rodu Potockich.
- 1787 – liczą 368 mieszkańców, w tym 3 Żydów (Spis I 370, II 94),
- 1827 – Koniemłoty mają 46 domów i 364 mieszkańców,
- W roku 1867 dobra Koniemłockie przechodzą od Potockich w ręce Radziwiłłów skutkiem małżeństwa Macieja księcia Radziwiłła z Różą Potocką córką Artura Potockiego.

## Kalendarium parafii i prepozytury, plebani i prepozyci

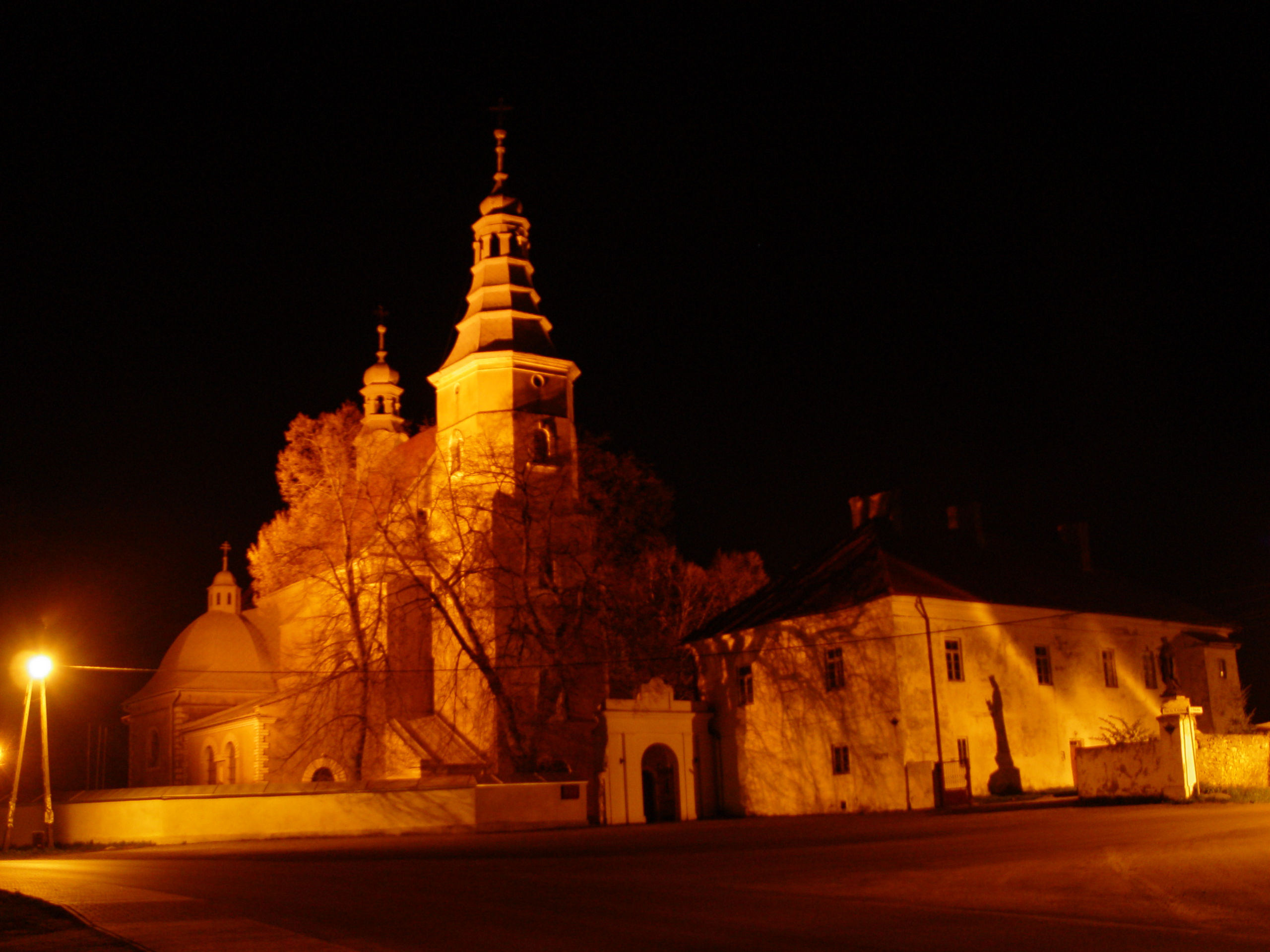
Koniemłoty – kościół pw. Wniebowzięcia NMP nocą

Wieś parafialna, od 1493 r. prepozytura klasztoru, dziesięcina należy do lokalnego plebana i klasztoru świętokrzyskiego,
Od 1366 r. dziesięcina oddawana była do plebana Koniemłot
- 1326-8 plebanem był Zygfryd[27],
- W latach 1325-8, 1350-1, 1354-5 kościół parafialny płaci dziesięcinę papieską, taksa 20 grzywien[28], podobnie w roku 1328,
- 1335-7, 1344-58, 1551-2 parafia wymieniona była w spisach świętopietrza, płaci do 1348 r. po 20 skojców, następnie po 16,5 skojców, w latach 1551-2 po 16 skojców[29],
- 1348 plebanem był Jakub Sęk,
- 1366 opat klasztoru świętokrzyskiego zrzeka się na rzecz Jakuba plebana Koniemłot i jego następców pretensji do dziesięcin z ról klasztornych we wsiach Koniemłoty, Święcica, Trębaczowice i Wojsław[30]
- 1366 na prośbę plebana biskup krakowski Bodzanta potwierdza to zrzeczenie[31]
- 1389 zawarta jest ugoda w sprawie dziesięciny snopowej w Krzczonowicach należącej do plebana w Koniemłotach[32]
- 1391 Nawój dziekan krakowski poleca plebanom i wikarym imiennie wyliczonych kościołów parafialnych wezwać Pawła, plebana Biechowa, aby w terminie do 15 dni przekazał Konradowi s. Stanisława z Wronek, plebanowi w Koniemłotach, dziesięcina z 97 szczegółowo wyliczonych ról dworskich w Krzczonowicach, których mieszkańcy z dawna obsługiwani byli przez kościół parafialny w Koniemłotach[11]
- 1399 w 2 dokumentach spisanych na cmentarzu kościoła NMP w Koniemłotach przez Mikołaja syna Adama z Czyżowa notariusza publicznego, najpierw Mścisław dziedzica Siedlca zobowiązał się oddawać kościołowi w Koniemłotach i jego plebanowi Świętosławowi dziesięciny ze swoich ról w Siedlcu, którą pleban ma zabierać własnym transportem, a następnie pleban w Koniemłotach Świętosław syn Falisława z Sichowa zobowiązał się w każdy poniedziałek oraz w wigilię Suchych Dni osobiście lub przez wikarych odprawić 1 mszę śpiewaną za duszę Mścisława z Siedlca, raz do roku 1 mszę bez offertorium za dusze jego rodziny, w zamian za co Mścisław przyrzeka oddawać kościołowi w Koniemłotach dziesięcinę. Układ obowiązywał tylko za życia stron, a przy jego zawarciu obecni byli między innymi wikarzy kościoła w Koniemłotach, Świętosław i Jan[33]
- 1401 biskup krakowski Piotr potwierdza tę umowę[34]
- 1415 biskup krakowski Wojciech rozsądza spór między Świętosławem plebanem w Koniemłotach a Mściszkiem dziedzicem Siedlca o dziesięciny snopowe z ról Mściszka w Siedlcu, przypominając, że na mocy dawnej umowy mają one należeć do plebana w Koniemłotach, ten zaś oraz jego następcy zobowiązani są odprawiać raz w tygodniu oraz w wigilię Suchych Dni mszę za dusze Mściszka i jego rodziny, z tym że podczas mszy celebrowanej w wigilię Suchych Dni Mściszek i jego spadkobiercy mają dawać jako ofiarę 1 grosz (ib. 209)
- 1421 wakujący po śmierci Świętosława Fałkowskiego kościół parafialny w Koniemłotach o dochodzie 24 grzywien otrzymuje z prezenty Marcina, opata-elekta świętokrzyskiego, Jan syn Pawła z Kozichbród, kleryk diecezji płockiej, mimo pretensji wysuwanych przez Macieja syna Jakuba z Jemielnicy, kleryka diecezji wrocławskiej
- 1424 po śmierci Świętosława z Fałkowa oraz rezygnacji złożonej na ręce biskupa krakowskiego przez Macieja syna Jakuba z Jemielnicy na rzecz Jana syn Pawła z Kozichbród, na wypadek nieuzyskania przez Jana święceń lub jego rezygnacji, prowizję na kościół parafialny w Koniemłotach o dochodzie 15 grzywien otrzymuje Jan syn Sędka z Tudorowic, kleryk diecezji krakowskiej
- 1424 wakujący po śmierci Świętosława z Fałkowa oraz rezygnacjach Jana syna Pawła i Macieja syna Jakuba z Jemielnicy kościół parafialny w Koniemłotach otrzymuje doktor dekretów Filip syn Mikołaja z Borzysławic, który może to beneficjum wartości 15 grzywien przez 5 lat łączyć z kanonią wrocławską
- 1424 plebanem był doktor dekretów Filip syn Mikołaja z Borzysławic, dochód parafialny wynosi 12 grzywien
- 1425 ponowna prowizja tegoż Filipa na plebana kościoła parafialnego w Koniemłotach pod patronatem klasztoru świętokrzyskiego i o dochodzie 15 grzywien, o który po śmierci Świętosława z Fałkowa wiódł Filip spór z Janem syna Pawła (który zrezygnował na ręce biskupa) oraz z Maciejem synem Jakuba z Jemielnicy przed sądem komisarza papieskiego doktora dekretów Mirosława syna Kiełcza
- 1426-8 plebanem był doktor dekretów Filip syn Mikołaja z Borzysławic, kleryk gnieźnieński, altarysta ś. Wawrzyńca w kościele NMP w Sandomierzu, pleban Wawrzeńczyc (z funkcji zrezygnował w 1427 r.), a także kustosz łęczycki i kurzelowski
- 1429 Stanisław opat tyniecki jako delegat papieski zatwierdza uczynione jeszcze przez biskupa krakowskiego Wojciecha [1414 r.] nadanie należących do stołu biskupa dziesięciny z wsi znajdujących się w parafialny Koniemłoty i Kurozwęki, a mianowicie z Oględowa i Kotuszowa dla kaplicy zamkowej w Rytwianach, a z obu Sichowów dla ołtarza śś. Wojciecha i Krzysztofa w kościele parafialnym w Beszowej (Zbiór dokumentów zakonu OO. Paulinów w Polsce, opr. J. Fijałek. I, Kr. 1938, 94 oraz 64, 88)
- 1433 ponieważ obecnemu plebanowi Koniemłot Filipowi z Borzysławic minęła 5-letnia dyspensa na komasację beneficjów, prowizję na parafię w Koniemłotach otrzymuje Recław s. Niedziałka z Naruszewa, prezbiter diecezji płockiej
- 1436 Filip z Borzysławic doktor dekretów, był plebanem w Koniemłotach
- 1442 kościół w Koniemłotach zyskuje dziesięcinę z Wiązownicy[35]
- 1448 po śmierci plebana Filipa z Borzysławic prowizję na parafialny w Koniemłotach o dochodzie 20 grzywien otrzymuje kleryk z diecezji poznańskiej Paweł s. Stanisława z Pałczewa[36]
- 1449 pleban Koniemłot Wojciech Rytwiański, archidiakon sandomierski, kanonik gnieźnieński i łęczycki, wydzierżawił dochody z parafii w Koniemłotach, oprócz dziesięcin z Wiązownicy, niejakiemu Jastkowi
- 1455 za zgodą papieża Wojciech Rytwiański, niegdyś łożny papieski, dotychczasowy pleban w Koniemłotach, zamienia to beneficjum wartości 8 grzywien na dziekanię kielecką (wartości 12 grzywien) z Warszem, s. Jana z Ostrowa, niegdyś domownikiem Zbigniewa Oleśnickiego[37]
- 1458 dochód parafialny wynosi 10 grzywien. Pleban Warsz z Ostrowa w sporze z Janem z Pniowa o prebendę ś. Wojciecha w Sandomierzu (ib. 1319)
- 1459 dochód parafialny wynosi 12 grzywien. Plebanem był Warsz s. Jana z Ostrowa (ib. 1370, 1381),
- 1460 kościół w Koniemłotach ma otrzymać 8 grzywien za zabraną dziesięcinę z Opatkowic [lub.][32],
- 1462 Warsz pleban w Koniemłotach procesuje się z Maciejem i Andrzejem o dziesięcinę z Królewic[35]
- 1468, 1470 plebanem Koniemłot był Jan Baruchowski (zm. 1500) herbu Doliwa, doktor dekretów, kanonik krakowskiego i wiślicki, kanclerz biskupa krakowskiego
- 1469 w roku tym znane jest bractwo rolników przy kościele w Koniemłotach, erygowane przez Jana biskupa krakowskiego
- 1470-80 opisano drewniany kościół parafialny Wniebowzięcia NMP pod patronatem opactwa świętokrzyskiego. Do plebana należą dziesięcina snopowa i konopna z całej wsi wartości do 15 grzywien, a także ze Święcicy wartości do 10 grzywien, z Tuklęcza wartości do 8 grzywien, z części Gieraszowic i 1/ 2 Wiązownicy. Okręg parafialny: Święcica, Tuklęcz (Długosz L.B. III 238-9, I 395, II 325)
- 1471 papież Paweł II na prośbę Michała opata świętokrzyskiego inkorporuje do klasztoru świętokrzyskiego. kościoły parafialne w Koniemłotach oraz Nowej i Starej Słupi, a w 1472 r. Mikołaj opat klasztoru w Koprzywnicy jako delegat papieski ogłasza przyłączenie kościołów parafialnego w Koniemłotach i w Nowej i Starej Słupi do klasztoru świętokrzyskiego[38][39]
- 1493 Jan z Baruchowa, doktor dekretów, archidiakon krakowski i prepozyt Iłży jako prokurator Stanisława z Wojczyc, doktora dekretów, kanonika i oficjała sandomierskiego, plebana w Koniemłotach, oświadcza, że tenże rezygnuje z tej parafii na ręce Fryderyka elekta konfirmowanego biskupa krakowskiego.

Parafia zostaje włączona do opactwa, a jej prepozyt zostaje prezentowany przez opata i konwent mnichów świętokrzyskich przez Mikołaja Klonowskiego. Mocą rozporządzenia biskupa Fryderyka Stanisław z Wojczyc ma otrzymać od klasztoru dożywotnio 30 grzywien zabezpieczonych na dobrach klasztornych i wypłacanych od ś. Jakuba [25 VII] tego r. Poza tym prepozyt z braćmi przebywającymi wraz z nim na prepozyturze ma odprawiać 30 mszy rocznie za duszę Stanisława pod karą ekskomuniki i przestrzegać godzin kanonicznych zgodnie z regułą pod karą 100 florenów, z których połowę otrzyma wizytator wykrywający niedbałość, połowa zaś pójdzie na naprawę kościoła w Koniemłotach
- 1494 znany był kleryk Augustyn z Pacanowa, niegdyś przełożony szkoły w Koniemłotach
- 1496 prepozytem był Mikołaj Klonowski OSB
- 1499 Piotr prepozyt Koniemłot prowadzi proces o dziesięcinę z Wiązownicy oraz, z Janem Michalskim burmistrzem Kurozwęk i Mikołajem Szyją z Siedlca, o dziesięcinę z Siedlca[35]
- 1500 Stanisław z Wojczyc doktor dekretów i kanonik sandomierski prosi egzekutorów testamentu o dopilnowanie, aby zakonnicy przebywający w Koniemłotach wieczyście odprawiali jego anniwersarz (anniuersarius dies)[40]
- 1506 papież Aleksander VI potwierdza przekształcenie probostwa w Koniemłotach na prepozyturę zakonną Benedyktynów świętokrzyskich, oraz bierze ją pod swoją opiekę, szczególnie dziesięciny należące do kościoła w Koniemłotach[41],[42][35],
- 1507 Tatarzy zabijają przebywającego w prepozyturze w Koniemłotach konwersa świętokrzyskiego, alumna Mikołaja[43]
- 1513 znani są prepozyt Jakub, wikary Błażej i minister [szkoły?][44][45],
- 1520 powstaje okręg parafialny: Swichów (obecnie Sichów Duży i Mały)
- 1528 prepozytem był Jerzy Kanicki reprezentowany przez Stanisława zakrystiana kieleckiego procesuje się z dziedzicem Janem Lisowskim o dziesięciny z Krzczonowie[44]
- 1529 prepozytem był Jerzy Kanicki, mnich z klasztoru świętokrzyskiego. Do prepozytury należą dziesięciny snopowe z Koniemłot wartości do 9 grzywien, ze Święcicy wartości 12 grzywien, z Tuklęcza wartości 4 grzywien, z Wojsławia wartości 11 grzywien, z opustoszałej wsi Trębaczowice wartości 2/36 grzywien, z Opatkowic (lub.) wartości 2 grzywien, z Siedlca wartości 4 grzywien, z Królewic wartości 1 wiardunku, z folwarków: w Ziemblicach wartości 1,5 grzywien, w Lenartowicach wartości 1 grzywien, w Rzędowie wartości 1 grzywien, w Sichowie wartości 1 grzywien, w Krzczonowicach razem z dziesięcinami od zagrodników wartości 4,5 grzywien oraz w Rytwianach od zagrodników zwanej Tatary wartości 1 grzywien, z 1/3 Gieraszowic wartości 7 fertonów. i z pewnych ról w Wiązownicy wartości 2,5 grzywien, poza tym kolęda 1,5 grzywien Łączny dochód prepozytury wynosi 61/12 grzywien[46]
- 1536, 1537, 1545 układ w sprawie dziesięcin z Trębaczowic, za którą prepozyt ma otrzymywać dożywotnio półtrzecią grzywny[41]
- 1546 dz. Sichowa zgadza się na oddawanie dziesięciny snopowej prepozytowi w Koniemłotach[45]
- 1546 prepozyt Marcin OSB )w tymże roku 1546 tenże zawiera ugodę z Dorotą Sichowską o dziesięciny z Sichowa[47]
- 1547 tenże zawiera ugodę z Marcinem Ziemblickim o dziesięciny snop. z Ziemblic
- 1552 Jan prepozyt w Koniemłotach występuje przeciw Marcinowi o dziesięciny z Ziemblic[47]
- 1555 prepozytem był Jan OSB
- 1565, 1572 prepozytem był Walentyn OSB
- 1569 z części plebana pobór od 2 kmieci, 1 zagrodników i 3 komorników[48]
- 1571 z części plebana pobór od 1 zagrodników (ib. 305v, 324, 361)
- 1581 z części prepozyta pobór od 3 zagrodników z rolą. Okręg parafialny: w Koniemłotach, Grzybów, Krzczonowice, Krzywołęcz, Lenartowice, Rzędów, Sichów Sichów Duży, Sichowiec [ob. Sichów Mały], Siedlec, Święcica, Tuklęcz, Ziemblice
- 1581 biskup krakowski potwierdza zamianę dóbr koniemłockich dokonaną przez klasztor świętokrzyski. z zastrzeżeniem dla opactwa prawa patronatu nad kościołem w Koniemłotach[49]
- 1581 opat świętokrzyski ustępuje na rzecz dziedzica wsi prawo kollacji w Koniemłotach, zastrzegając dla siebie prawo patronatu
- 1585 dotychczasowy prepozyt koniemłocki, Maciej Lesiecki, wcześniej Cysters, został opatem świętokrzyskim[50]
- 1585-99 prepozyt Łukasz Janowski OSB[44][51]
- 1589 z działu prepozyta pobór od 3 zagrodników z ogrodem[52]
- 1598 murowany kościół parafialny, konwentualny, Narodzenia NMP, konsekrowany, 4 ołtarze. Prepozytem był mnich z klasztoru świętokrzyskiego, Łukasz Janowski z Tuchowa, nieobecny podczas wizytacji. Są wikarzy, rektor szkoły z domem, bractwo rolników erygowane w 1469 r. przez biskupa krakowskiego Jana dla wspomagania dusz zmarłych i „pro commodo ecclesiae parochialis”. Prepozyt ma pole 3 razy ponad 3 staje przyległe do granic Krzczonowic i Grzybowa, 1 folwark, 1 kmiecia, 2 zagrodników i sadzawki w Koniemłotach, dziesięcinę snopową z Koniemłot, Święcicy. Okręg parafialny: jak w 1581 r.
- 1610 rektor szkoły, okręg parafialny jak w 1581 r. dodatkowo Bugaj[45]
- 1613 prepozyt Marcin Jaworski OSB[44]
- 1617 do prepozyta należy dziesięcina pieniężną z folwarków w Siedlcach, Ziemblicach i Rzędowie
- 1618 murowany kościół parafialny Narodzenia NMP, konsekrowany, inkorporowany należy do opactwa świętokrzyskiego, na co jest dokument pergaminowy. Prepozyt Marcin Jaworski OSB nieobecny podczas wizytacji.

Prepozyt ma utrzymywać 2 wikarych i 1 ministra świeckiego oraz 2 lub 3 zakonników z klasztoru wybór i prezenta prepozyta należy do opata i konwentu, a jego instytucja do biskupa. Cały dochód parafialny ma pozostać przy niej, zachowana zostaje zwierzchność kościelna nad nią biskupa i archidiakona. Prepozyt z zakonnikami ma odprawiać 30 mszy rocznie za duszę Stanisława z Wojczyc, przestrzegać godzin kanonicznych pod karą 8 florenów węgierskich, z których 1/ 2 ma należeć do archidiakona,1/ 2 na budowę kościoła.
Obok kościoła znajdują się cele z salką, gdzie przebywa prepozyt z braćmi zakonnymi. Był organista i rektor szkoły z domem. Na uposażenie plebana składają się 2 łany roli, 2 kmieci, 1 zagrodników z rolą, dziesięcina snop. z folwarku i kmieca w Koniemłotach, kmiecia ze Święcicy i Tuklęcza, która niegdyś należała do klasztoru świętokrzyskiego. Z zagrody zwanej Tatary w Rytwianach, dziesięcina pieniężna z pewnych ról w Wiązownicy i Królewicach. Okręg parafialny jak w 1581 r. plus Miasteczko
- 1635 powstaje dom rektora szkoły[45]
- 1637 prepozytem był Łukasz Sokołowski OSB
- 1637 tenże Łukasz buduje nowy kościół w Koniemłotach[42][53]
- 1642 nuncjusz jako delegat Sądu Apostolskiego przysądza kościołowi w Koniemłotach dziesięcinę z Rzędowa i Siedlc[41]
- 1644 prepozyt Koniemłotach uzyskuje dziesięcinę snopową w Królewicach (ib. 241),
- 1649 konsekracja kościoła w Koniemłotach. Prepozytem był Jan Chryzostom Kossowski OSB,
- 1650 prepozytem był Gaspar Smiglewski OSB,
- 1660 pleban Staszowa i prepozyt w Koniemłotach zawierają ugodę w sprawie dziesięcin z wsi Tatary i Rytwiany[49],
- 1662 Mikołaj Goski opat świętokrzyski wizytuje prepozyturę w Koniemłotach i zleca prepozytowi Chryzostomowi Kossowskiemu OSB rewindykować dziesięcinę z Siedlca, starać się usunąć znajdujący się tam zbór protestancki i popierać bractwo ś. Anny[54]
- 1664 murowany kościół parafialny Narodzenia NMP, patronat opata i konwentu świętokrzyskiego, prepozyt Jan Kossowski OSB. Prepozyt powinien utrzymywać 3 wikarych świeckich i 2 zakonnych, ob. z powodu ubóstwa był tylko 1 wikary zakonny, Ludwik Antoszowic OSB. Bractwo ś. Anny. Szpital z 2 domami mieszkalnymi, w nim 5 ubogich. Do komunii wielkanocnej przystąpiło 1407 osób. Uposażenie prepozyta: 3 role, łąki, ogrody, dziesięcinę z folwarków i od kmieci z Koniemłotach, Święcicy i Tuklęcza, kmieca w Sichowie, folwarczna i kmieca w Siedlcu, kmieca i cz. folwarcznej w Ziemblicach, z pewnych ról w Bugaju, od zagrody Tatary w Rytwianach, od 4 zagrodników w Królewicach, z pewnych ról folwarcznych i kmiecych w Wiązownicy, z pewnych ról folwarcznych i kmiecych w Gieraszowicach, kmieca w Wojsławiu, folw. i od zagrodników w Krzczonowicach, folw. w Lenartowicach i Trębaczowicach. Okręg parafialny jak w 1610 r. dochodzi młyn na grobli Rytwiańskiej[55][56]
- 1667 ukończono budowę plebanii, prepozyt Aleksander Zieleniewicz OSB[42][57],
- 1668 dokonano zapisu 300 florenów na synagodze szydłowskiej dla kościoła w Koniemłotach[49],
- 1681 kościół Narodzenia NMP, szpital ma 2 domy mieszkalne, do komunii wielkanocnej przystąpiło około 1400 osób[58],
- 1685, 1688, 1690 prepozytem był Marcin Kwiatkiewicz OSB[59][60],
- przed rokiem 1688 [?] wikary Sebastian Pietrikowicz OSB[61],
- 1689 Stanisław Opaliński zapisuje na rzecz kościoła w Koniemłotach znaczną sumę na kahale w Pińczowie w zamian za codzienną mszę za duszę jego żony Marianny celebrowaną w kościele w Koniemłotach, a także funduje drewniany ołtarz główny Wniebowzięcia NMP[60][62]
- 1689 murowany kościół parafialny Narodzenia NMP, konsekrowany, 5 ołtarzy, inkorporowany. Prepozyt Łukasz Sokołowski OSB, organista, szkoła. Na uposażeniu prepozyta dziesięcina snop. z Koniemłot, Święcicy, Tuklęcza, części Rytwian i Królewic, z folwarków w Siedlcu, Rzędowie i Ziemblicach, dziesięcina pieniężna z Krzczonowic, Lenartowic i od kmieci w Wojsławiu. Okręg parafialny jak w 1579 r. plus Bugaj i Grobla,
- 1699 prepozyt Odo Marlicki OSB, następca zmarłego w 1692 r. Marcina Kwiatkiewicza[63][64]
- 1699 Zofia Konka ofiarowała prepozytowi Koniemłockiemu Odonowi Marlickiemu zapis 1500 zł na kahale w Szydłowie, z którego procenty wydawano w topionym łoju przeznaczonym na oświetlenie kościoła i kaplicy ś. Krzyża na Świętym Krzyżu[62][65]
- 1699 murowany kościół parafialny Narodzenia NMP z 4 ołtarzami, w tym ołtarz ś. Benedykta pochodzący ze starego ołtarza wielkiego. Patronat opata i kapituły świętokrzyskiej. Prepozyt Odo Marlicki OSB instytuowany w tym roku, ma utrzymać 2 wikarych świeckich i 1 zakonnego, ale obecnie jest tylko ten ostatni. Był kantor i organista, szpital z 1 domem o 2 izbach, w którym 5 ubogich. Do komunii wielkanocnej przystąpiło około 2000 parafian.

Prepozyt ma folwark, ogród owocowy, łąkę, staw, 2 sadzawki, wolny wyrąb i pastwisko, propinację, 2 kmieci, 3 zagrodników z rolą dziesięcinę snopową z całych Koniemłotach, Święcicy, Tuklęcza, Siedlca, Ziemblic, Bugaju alias Stefanowa, z pewnych ról Sichowca, Wiązownicy, zagrody Tatary w Rytwianach, część Rzędowa, dziesięcina pien. z Lenartowic, Rzemianowic, Wojsławia, Gieraszowic, Królewic, dziesięcina snop. z Opatkowic [lub.]
- 1702-32 prepozyt Ambroży Lipski OSB, który był podobno 30 lat prepozytem Koniemłotach, zm. w 1732 r., dobrodziej Koniemłot, koadiutor opata Stanisława Krystyna Mireckiego(koadiutury nie wypełnił zmarł przed opatem)[68][69][70],
- 1711 opisano kościół Wniebowzięcia NMP[58]
- 1717 Stanisław Krystyn Mirecki opat świętokrzyski. wysyła Benedyktyna świętokrzyskiego Wincentego Cedrowicza, profesora teologii, który ma wspomóc obecnego prepozyta Ambrożego Lipskiego OSB w jego nieskutecznej walce ze zborem protestanckim w Siedlcu[71],
- 1732 kaplica ś. Benedykta przy kościele w Koniemłotach pozostaje niedokończona z powodu śmierci jej fundatora, prepozyta Ambrożego Lipskiego (ib. 114),
- 1733 prepozytem był Maciej Kiciński OSB (ib. 114, 116),
- 1742 prepozytem był Kolumban Cieszkowski OSB (ib. 114),
- 1744 biskup krakowski potwierdza zamianę dziesięcina snopowej z folwarku w Siedlcu na dziesięcina pieniężną[72],
- 1748 prepozytem był Jacek Jabłoński OSB[73][44],

W tymże roku 1748 opisano kościół Wniebowzięcia NMP jako ceglany z murowaną zakrystią. Bractwo św. Anny. Funkcje nauczyciela sprawuje organista lub kantor, było kilku uczniów. Drewniany szpital z 4 ubogimi. Do spowiedzi wielkanocnej przystąpiły 1392 osoby. Parafia liczy około 450 mężczyzn, około 460 kobiet, około 210 chłopców i około 230 dzieci. W ciągu roku ochrzczono 54 osoby, udzielono 19 ślubów, pochowano 42 osoby. Zbór drewniany przy dworze w Siedlcu, w którym kalwin z predykantem. Żydzi w browarach. Okręg parafialny jak w 1689 r. plus Krzyżanowice, Miasteczko i Stefanów
- 1751,1760 prepozyt Feliks Mirecki OSB[44]
- 1754 prepozyt Karol Szandurski OSB,
- 1757 prepozyt Placyd Łapajewski OSB,
- 1761 prepozyt Ambroży Malczewski OSB,
- 1764 prepozyt Paulin Praszkiewicz OSB,
- 1768 spłonął kościół w Koniemłotach, odbudowany w latach 1769-15[74],
- 1768-70 prepozyt Bernard Miodo OSB, spór między nim a opatem i konwentem świętokrzyskim[75][76][74][53],
- 1773 prepozyt Emilian Błażejewski OSB[44],
- 1775,1777 prepozyt Emeryk Gołaszewski OSB,
- 1781 prepozyt Fulgenty Strojnowski OSB,
- 1782 prepozyt odzyskuje dziesięcinę snopową z Krzczonowic i Lenartowic[72]
- 1782 odnotowano 91 chrztów, 23 śluby, 50 pogrzebów[58]
- 1783 murowany kościół parafialny po pożarze, odbudowany, kryty czerwoną dachówką, 2 kruchty i dzwonnica. Murowana kaplica ś. Benedykta sklepiona razem z kościołem, 4 ołtarze: NMP, ś. Anny, ś. Józefa i ś. Benedykta. Chór muzyczny z pozytywką o 9 głosach.

Prawo patronatu należy do opata i konwentu świętokrzyskiego. Prepozyt Fulgenty Strojnowski, nieobecny podczas wizytacji, instytuowany po rezygnacji poprzedniego prepozyta Emeryka Gołaszewskiego w 1781 r. Było 2 wikarych, czyli rezydentów: Joachim Solecki OSB, od 2 lat, i Placyd Michalski OSB, od 3 miesięcy. Organista Wawrzyniec Jędrzejowski, dzwonnik i zakrystian Wojciech Bednarski. Prepozyt ma usunąć żyjącego z konkubiną notariusza Piotra Sartari.
Nowo zbudowany po pożarze szpital z 2 komnatami, w którym 5 ubogich. Kaplica prywatna w Grzybowie od 1780 r. W parafialny 2300 katolików, do spowiedzi wielkanocnej przystąpiło 1900 osób. 2 zbory w Siedlcu, luterański, drewn., stary, w którym odprawiane są nabożeństwa, oraz obok nowy kalwiński, murowany, niewykończony, budowę rozpoczęto w 1780 r.
W parafii mieszkają predykant z żoną i czwórką dzieci oraz kalwinki, zakrystianka z dorosłą córką, 94 Żydów „po karczmach i browarach”. Prepozyt ma folwark, 8 poddanych, 2 kmieci w Koniemłotach, dziesięcina snopową od kmieci w Święcicy, Stefanowie i Siedlcu, w Tuklęczu od kmieci i z młyna Grobelnego, kmiecą i dworską w Ziemblicach, Rzędowie, częściach Sichowa, Rytwian, Wiązownicy, dworską w Krzczonowicach i Lenartowicach, dziesięcina pieniężną z Siedlca, Wojsławia, Trębaczowic, Gieraszowic, Królewic. Okręg parafialny jak w 1748 r. bez Miasteczka, plus Mokre i Wygoda
- 1784-90 prepozyt Michał Lochman OSB[78][79][44]
- 1787 w parafii było 2470 katolików, 11 dysydentów, 92 Żydów. Okręg parafialny jak w 1783 r. bez Stefanowa, plus Wymysłów (Spis I 370[58]
- 1793 prepozyt Jakub Zajączkowski OSB[47]
- 1796 prepozyt Wiktor Berger OSB[80]
- 1796-1808 po raz drugi prepozytem był Emeryk Gołaszewski[81]
- 1809 prepozyt Paulin Gosławski OSB[47]
- 1812 ponownie prepozytem był Michał Lochmann[47]
- 1816-25 prepozyt Hugo Jopkiewicz OSB, ostatni Benedyktyn na prepozyturze, pochowany przy wejściu do głównych drzwi, jego wikary, Bernard Smoalicki OSB, pochowany w klaszorze[47]

## Wydarzenie historyczne, osoby związane z Koniemłotami
1246 wspomniany wiec książęcy Bolesława Wstydliwego w Koniemłotach,
- 1421 Paweł s. Michała, student U. Kr. (Al. I 53),
- 1435 Jan s. Piotra, student U. Kr. (ib. 86),
- 1529 Stanisław z Koniemłot OSB, kanclerz opata świętokrzyskiej[17],
- 1657 Koniemłoty spustoszone przez wojska Szwedów i Rakoczego[83],
- 1687 pożar w Koniemłotach powstały od pieca z konopiami (ib. 117),
- 1714 nieurodzaj i głód w Koniemłotach.